# Базилика Светог Петра
Базилика Светог Петра (лат. Basilica Sancti Petri, итал. Basilica di San Pietro) је главна зграда Ватикана која се налази на десној обали реке Тибар. Најважније је религиозно здање католицизма, како по величини (220 метра дугачка и 136,6 метара висока), тако и по значају. Базилика Светог Петра није катедрала већ је папина црква у којој се одржавају најважније церемонијалне литургије. У самој унутрашњости базилике сахрањен је Свети апостол Петар, први папа, према истраживањима археолога и епиграфисте Маргарите Гвардучи (итал. Margherita Guarducci) обављеним 1965. године.
Ова црква изграђена у стилу класичне ренесансе, на месту претходне ранохришћанске базилике. Према традицији и историјским изворима, прво здање подигнуто је на месту мучеништва и гробу Светог Петра, једног од дванаест апостола и према католичкој традицији првог римског бискупа, а тиме и првог у низу папа. Сматра се јединственом црквом у хришћанском свету, као и једном од најважнијих хршћанских цркви. Изнад гроба св. Петра, у 16. века, саграђена је базилика њему у част. Бројни знаменити уметници Италије, међу којима су Донато Браманте, Ђовани Лоренцо Бернини и Микеланђело Буонароти били су укључени у њену изградњу од 1506. до 1626. Данас је због својих религијске и историјске важности везане уз папство, противреформацију, те уметнике и архитекте значајно, ходочасничко и туристичко средиште.
Један запис на тлу средње лађе наводи димензије читаве грађевине: дужина, 194 m (спољашња дужина износи, заједно с тремом, 211,15 метара), а свод је висок 44 метра. Црквени простор заузима површину од 15160 m², купола је до врха крста висока 133 m, а носе је четири носача, сваки обима од 71 метра.

## Статус
Базилика Светог Петра једна је од четири папинске базилике или велике базилике у Риму. Остале три су: базилика св. Ивана Латеранског, базилика св. Марије Велике и базилика св. Павла изван зидина. Базилика св. Петра је најистакнутија грађевина у Ватикану. Њена купола је доминантна на линији хоризонта у Риму. Највећа је црква на свету, покрива подручје од 2,3 хектара. Једна је од најсветијих места хришћанства; у њој се налази гробница св. Петра, који је био један од дванаест апостола и према католичкој традицији, уједно и први бискуп у Антиохији, а касније први бискуп у Риму, први папа. Иако Нови завет не спомиње Петрово мучеништво у Риму, католичка традиција на темељу списа црквених отаца сматра да је његова гробница испод олтара. Из тог разлога, многе папе из раних година Цркве биле су покопане у базилици.
Базилика св. Петра није папино службено седиште ни прва у рангу међу главним базиликама у Риму. Ту част има базилика св. Ивана Латеранског. Међутим, то је засигурно главна папинска црква, јер се већина папинских церемонија одржава у њој, због њене величине и повољне локације. Катедра (столица) св. Петра, која се налази у базилици симболизира наставак линије апостолског наслеђа од св. Петра до данашњег папе. За њу се сматрало да је на њој седео сам св. Петар, али је она заправо дар француског краља Карла  тадашњем папи Јовану VIII 875. године. Она се налази на узвишеном месту у апсиди, уз кипове црквених учењака и испод слике која симболизује Свети дух.

## Стара базилика св. Петра
Стару базилику св. Петра, најпознатију и највећу старохришћанску базилику, саградио је цар Константин Велики на молбу папе Силвестра I још 326. године на месту мучеништва св. Петра, у близини Нероновог циркуса.
Базилика је била на узвишењу до којега је водило степениште с 35 степеника. Атријум на истоку имао је балдахином наткривену cantharus (чесму), а од њега водио је кроз нартекс, улазни ходник с пет врата, до главног дела базилике. Иако је големи средишњи простор био дуг око 60 метара – црква је била конструктивно једноставна и имала је отворено кровиште. Редови густо постављених стубова делили су зграду у главну и четири бочна објекта. Главни објекат и бочни на западу су се завршавали с пет лукова од којих је средишњи био тријумфални лук (славолук). Иза тога налазила се бема, простор из којег се можда развио трансепт у каснијим црквама кружног типа (у беми или повишеном делу светишта налазила се, иза балдахина, гробница св. Петра). Иза ње је била апсида из које су бискупи и високо свештенство одржавали службу Божју.
Испред главног олтара били су окруњени многобројни цареви, тако је на Божић 800. године окруњен Карло Велики којега је папа Лав III окрунио круном Светог римског царства.
У 15. веку стара базилика св. Петра је била стара више од 1100 година и показивала је знакове старости, па је папа Никола  хтео да стару базилику надоградити и претворити је у катедралу достојну величине и снаге Католичке цркве.

## Градња и облик
Обнова је започела 1452. године према нацртима Бернарда Роселинија, али су радови су три године касније, после смрти папе, обустављени; зидови су се уздизали једва метар изнад површине земље. Пре понтификата Јулија II (1503-1513) није било озбиљнијег покушаја да се базилика рестаурира или прегради. Папа се сетио старих нацрта и одлучио да поново започне градњу те је након 50 година ово градилиште опет оживело. Папа је одлучио да обнови дрвену базилику на прикладан империјалан римски начин, као савремену супарницу римским купалиштима и Пантеону.
Један део нове Петрове цркве је предвиђен као мученичка гробница или комеморативна црква. Цркве мученика биле су обично кружног тлоцрта, а управо у то време пројектовао је Донато Браманте сићушни Tempietto San Pietro у Мониторију, јаникулском брежуљку, где се погрешно мислило да је светац био мучен. Првобитно је, између многих нацрта, Јулије II управо одабрао Брамантеову цркву у облику истокрачног грчког крста с четири мала грчка крста у краковима. Изнад средишта требало је да се степенасто издиже голема главна купола опонашајући Пантеон. Четири мање куполе су биле предвиђене за четири крака крста.
У пракси међутим цркве централног тлоцрта нису прикладне за велике свечаности у којима учествују хиљаде људи и после 1514. године, када је умро Браманте, за време његових наследника Рафаела (до његове смрти 1520), фра Ђованија Ђоконде из Вероне и Ђулијана да Сангала променио се тај генијални план и дошло је до компромиса. Дуго се времена водила препирка не би ли тлоцрт у облику латинског крста био бољи. Велик, ружан дрвени модел направљен за Антонија да Сангала млађег, који је умро 1546. године, представља компромисно решење неколицине проблема, нарочито по неспретном мешању средишњег тлоцрта и тлоцрта латинског крста. Нему недостаје Брамантеов осјећај за класичну једноставност. Његово најистакнутије обилежје је необичан мост који повезује вестибул и главни објекат.
Микеланђело, коме је папа Павле  1547. поверио да настави градњу, вратио се грчком крсту. Једино је он, попут Брамантеа, био у стању да замисли праву меру ове велике грађевине. Његове идеје познате су на бази неколико сачуваних бакрореза, неколико његових цртежа и другог великог дрвеног модела. Микеланђело је надмашио Брамантеов пројект јасноћом и економичношћу отворивши основу у угловима, створивши тако јединствен интегрисани крст и четвороугао и јединствен ентеријер. четворину се нерадо примио посла и пристао је након наговарања папе Павла III. Изјавио је, да је пристао само из љубави према Богу и у част апостола.
Најважнији допринос грађевини светог Петра генијалног кипара била је блистава, уз сву величину, бестежински делујућа, купола изнад папинског олтара (висока 138 метара). Купола је подупрта апсидијалним галеријама, а изнутра је носе четири масивна стуба, сваки од којих је четвртаст са страницама од 18 метара. Камена ребра која се дижу из тамбура с колонадом двоструких стубова, да би носила лантерну на врху, повећавају њен динамични однос. Након његове смрти 1564. године, рад је преузео Ђакомо дела Порта 1573. године, који је донекле променио пројект.
Куполу су довршили Микеланђелови наследници од 1588. до 1593. године, дуго након његове смрти, и вероватно је лакша и шиљастијег облика него што је он желио.
За градњу овог храма било је потребно пуно новаца, а тај новац је највећим делом потицао од трговине опроштајима.
Године 1606. је папа Павле  заповедио да се врате облику латинског крста с намером да се осигура више простора. Тада је Карло Мадерно градио уздужни део катедрале и барокну фасаду и тако модификовао цео однос куполе и прочеља. Данас се Микеланђелова купола, гледајући из близине, скрива иза масивне барокне фасаде. Испред фасаде је галерија с пет врата које воде у базилику, на чијем врху су коњаничке скулптуре Константина (Бернини) и Карла Великог (Корнакчини). Једна од украшених бронзаних врата зову се Света врата и отворена су само током јубиларних година.
Тек после посвете цркве, 18. новембра 1626, Бернини, наследник Мадерна, довршио је грађевину и читаву њену околину. Бернинијево је дело високи табернакул изнад главног олтара, али пре свега он је заслужан за данашњи изглед Петровог трга. Овај уметник градње основао је колонаде са 284 стуба и 88 носача који окружују у свој својој целини тај јединствени трг. Бернини је, такође, направио и нацрте за 162 светачка кипа на балустради. Обелиск 25 м висок, у средини трга, потиче из Египта. Калигула је украсио њиме Неронов циркус. Године 1586. транспортирали су га на данашње место и тамо га поставили.

## Унутрашњост и украси
Унутар трема изнад главног улаза је познати и потпуно обновљени мозаик Navicella (бродић), који је за првотну базилику израдио Ђото ди Бондоне о првој Светој години (1300).
Посљедња врата десно називају се "Света врата" (Porta Santa) и она су отворена само током "Свете године". На Бадњи дан папа, по особитом обреду долази до тих врата праћен свечаном процесијом и након што трипут клекне и трипут удари чекићем одстрањује се зид и папа први њима улази у Базилику. На Света три краља после јубиларне године врата се поновно зазидају, уз посебну свечаност. Модерне рељефе који украшавају та врата израдио је Вико Консонти.
Средишња врата су "Врата Филарете" (Porta di Bronzo) израдио је у 15. веку Филарет за древну Константинову базилику, угледавши се у Гхибертијева врата у Фиренци. Њих уоквирују двоје врата из савременог доба, Мингузијева "Врата добра и зла" (Porta del Bene e del Male), и Крочетијева "Врата светих сакрамената" (Porta dei Sacramenti), а посљедња врата слева, "Врата смрти" (Porta della Morte), на којима су приказани Исусова и Богородичина смрт, те смрт у свемиру, су најновија (1964) и њих је направио Ђакомо Манци за папу Јована 
У унутрашњости се осећа божанско, хармонично пространство највеће католичке цркве. Утисак величине се може добити ако знамо да су пути (мали анђели), на пандантивима куполе, већи од људске величине, док је централни канопос висок попут римске палате.
Деведесет девет светала поређаних у полукруг око олтара се одржава увек упаљенима како би осветлили гробницу св. Петра испод олтара.
Бронзани балдахин изнад олтара, висок 29 метара, израдио је највећи барокни кипар Бернини. Балдахин носе спирални стубови изливени од бронзаних декорација с Пантеона, а на врху се налази голема скулптурална композиција узнесења св. Петра.
Декорација апсиде је исто тако дело великог кипара. Уметник је замислио велико барокно реликвијарно престоље у позлаћеној бронзи које окружује дрвени трон за који се верује да је оригинални трон св. Петра. Изнад њега су величанствене траке "Свете светлости" с голубицом Духа Светога и бројним фигурама од гипса.
Два су монументална надгробна споменика с обе стране олтарне апсиде: гробница папе Павла II (Гуглиелмо Дела Порта 1575) и гробница папе Урбана VIII (Бернини 1647). Уз четири огромна централна стуба (пиластра) налазе се групе светаца од којих је можда најљепши св. Лонгинус с копљем којим је прободен Крист (Бернини). Остале групе су: познати бронзани кип св. Петра из 13. века, Царица св. Јелена Андрее Болгија, св. Вероника Франческа Мочија и св. Андрија Франсоа Дукејноја.
Уз пиластре, у базилици се налазе многобројни споменици, као нпр. Кристина Шведска Карла Фонтане, Бернинијева матилда из Каносе (1635), Кановини споменици папама Клементу XIII, Урбану VIII и посљедњим Стјуартима.
У базилици се налази и Пиета коју је велики Микеланђело исклесао с непуних 25 година за јубилеј 1500. године.
У Универзитету и музеју ризнице св. Петра (Тесоро) налази се драгоцени Донателов цибориј и гробница папе Сикста IV, дело Антонија дел Полајола.
Испод једног од стубова куполе налази се улаз у Ватиканску крипту у којој се налазе остаци старе Константинове базилике и гробнице двадесетак понтификаната (међу којима су Пије XII, Јован , Павле  i Јован Павле I). Искапања испод Конфесије донела су важно откриће које је папа Павле VI објавио 26. јуна 1968.: "Реликвије св. Петра су идентифициране на начин који можемо сматрати уверљивим".

## Утисци
"Грађевину, која своју славу у првом реду захваљује својој величини и сјају своје опреме теже је описати речју од било које друге грађевине", писао је Карл Лутзов у својем пре стотину година написаном делу о уметности црквене градње, "а тај посао је тим тежи будући да су темељни облици, у којима се поставила градња и стил у којем је изведена по својој природи лишени сваке особине и обилежја, стреме према некој свеобухватној општенитости." Као и каснији критичари Лутзов жали што су се одрекли Брамантеовог тлориса форме грчког крста. "Јасно се осећа како је првотна јединствена замисао жртвована захтеву за масовним развијањем раскоши." Џејкоб Бурккхардт је напротив, мислио да утицај црквеног простора одлучујуће делује на расвету и на број људи. "У ускршње јутро сватко зна да се налази у највећој земаљској просторији на свету."
Амерички филозоф Ралф Волдо Емерсон описао је базилику св. Петра као "украс земаљске кугле ... узвишену и лепу."
Општи утисак црквеног простора са својим изједначеним размерима, са својим ефектима перспективе, боје и струјањем светла делује фасцинирајуће на неискусног посматрача. Онај који се обраћа појединачним деловима грађевине, споменицима и уметнинама - на њега ће та грађевина остављати још већи утисак. Али базилика светог Петра није само црква и мајсторско дело грађевинске уметности већ понајприје симбол универзалности цркве.

## Архипрезбитери базилике од 1053. године
Папа именује архипрезбитера, који управља базиликом. То су обично италијански кардинали, али било је и кардинала других народности попут Енглеза Хенрија Бенедикта Стјуарта и Едварда Хенрија Хауарда и Шпанца Рафаела Мери дел Вала и др. Два кардинала архипрезбитера Гиовани Гаетано Орсини и Пиетро Барбо касније су постали папе (Никола  и Павле ).

## Гробови и реликвије
Постоји више од 100 гробова у базилици св. Петра, многи се налазе у катакомбама испод базилике. То укључује гробове 91. папе, св. Игнација Антиохијског, Отона II, цара Светог римског царства, композитора Ђованија Пјерлуиђија да Палестрина и др. Ту су сахрањени и прогоњени британски племићи католичке вере Џејмс Френсис Едвард Стјуарт и његова два сина, Чарлс Едвард Стјуарт и Хенри Бенедикт Стјуарт, којима је папа Климент XI допустио долазак у Ватикан. Такође ту је сахрањена и Марија Клементина Собјеска, супруга Џејмеса Франциса Едварда Стјуарта и унука Јана Собјеског, затим краљица Кристина Шведска, која је абдицирала с пријестоље како би се преобратила на католицизам, грофица Матилда Тосканска, присташа папе Гргура VII, током спора за инвеституру између папе и цара Хенрика IV. Најновија сахрана у базилици је она папе Јована Павла II, 8. априла 2005. године.

## Галерија
- Поглед на куполу из унутрашњости
- Поглед на Рим из Базилике.
- Бронзани кип Св. Петра, приписано Арнолфу ди Камбију.
- Папа Бенедикт  после св. мисе у Базилици.
- Поглед на Базилику с ријеке Тибар.
- Гроб папе Јована .
- Поглед на Базилику ноћу.
- Главни улаз.
- Кипови Исуса са Св. Јованом Криститељем и Св. Андријом на врху фасаде.
- Базилика на слици Вивиана Кодација око 1630.
- Модел Базилике у парку Минимундус у Клагенфурту.
- Списак папа у Базилици.
- Базилика Светог Петра
- Унутрашњост базилике - Ђовани Паоло Панини
- Базилика ноћу.